# Harpactirella longipes
Harpactirella longipes là một loài nhện trong họ Theraphosidae.
Loài này thuộc chi Harpactirella. Harpactirella longipes được William Frederick Purcell miêu tả năm 1902.